# Taguahelix elaiodes
Taguahelix elaiodes är en snäckart som först beskrevs av Webster 1904.  Taguahelix elaiodes ingår i släktet Taguahelix och familjen punktsnäckor. Inga underarter finns listade i Catalogue of Life.